# 4332 Milton
4332 Milton è un asteroide della fascia principale del diametro medio di circa 11,54 km. Scoperto nel 1983, presenta un'orbita caratterizzata da un semiasse maggiore pari a 2,5865729 UA e da un'eccentricità di 0,3142445, inclinata di 19,15032° rispetto all'eclittica.